# Розенкранц и Гилденстерн са мъртви
 Тази статия е за пиесата.  За филма вижте Розенкранц и Гилденстерн са мъртви (филм).  
„Розенкранц и Гилденщерн са мъртви“ (на английски: Rosencrantz and Guildenstern Are Dead) е абсурдистка, екзистенциална и трагикомична пиеса от британския драматург Том Стопард, написана през 1966 г. Авторът режисира и филм със същото заглавие с участието на Гари Олдман през 1990-а.
Пиесата, както и филмът, са фокусирани върху впечатленията и действията на двамата бивши съученици и приятели от детството на Хамлет, които крал Клавдий (чичото на Хамлет, узурпирал престола, след като убива собствения си брат) извиква на помощ, търсейки лек за лудостта, обзела Хамлет.